# Ruutia
Ruutia (denominada localmente Tiva) es una comuna asociada de la comuna francesa de Tahaa que está situada en la subdivisión de Islas de Sotavento, de la colectividad de ultramar de Polinesia Francesa.

## Composición
La comuna asociada de Ruutia comprende una fracción de la isla de Tahaa.

## Demografía
| Gráfica de evolución demográfica de Ruutia entre 1977 y 2012 |
|                                                              |

Fuente: Insee